# سولومینو
سولومینو (انگلیسی: Solomino) یک شهرک در بخش بلگورودسکی استان بلگورود کشور روسیه است.